# Гай и Луций Корункании
Гай и Лу́ций Корунка́нии (лат. Gaius et Lucius Coruncanii; III век до н. э.) — римские политические деятели, послы в Иллирии в 230 году до н. э. Предположительно, это были брат и сын Тиберия Корункания, выдающегося политика и правоведа. Согласно Полибию, Гай и Луций прибыли в Скодру к царице Иллирии Тевте, чтобы потребовать прекращения морского пиратства. Царица ответила, что местные законы не позволяют ей запрещать подданным грабить корабли; тогда самый молодой из послов (имя не уточняется) заявил, что Рим заставит её изменить законы. Ответ показался Тевте настолько дерзким, что она приказала убить посла; этот инцидент стал поводом к началу войны, в результате которой Рим захватил свой первый плацдарм на Балканах.
Аппиан пишет только об одном после Корункании, не называя преномен. У Плиния Старшего фигурируют Тиберий Корунканий и Публий Юний, оба убитые иллирийцами (статуи обоих послов были установлены на римском Форуме). Не называя имён, пишут об убийстве одного или нескольких послов эпитоматор Тита Ливия, Луций Анней Флор, Павел Орозий, Дион Кассий, Зонара.